# Récif Vanderbilt
Pour les articles homonymes, voir Vanderbilt.
Le récif Vanderbilt est un récif du sud-est de l'Alaska aux États-Unis, situé dans le Canal Lynn à 30 milles (48 km) de Juneau.

## Description
C'est un rocher qui se situe juste au-dessous de la surface de l'eau. Le 25 octobre 1918, le cargo à vapeur canadien S.S. Princess Sophia s'y est échoué à cause de la mauvaise visibilité. Il est resté là pendant 40 heures, jusqu'à l'arrivée d'un gros orage qui l'a entièrement détruit, noyant les 343 passagers et tout l'équipage.
Il porte depuis 1880 le nom du capitaine Vanderbilt, qui l'a découvert.

## Sources et références

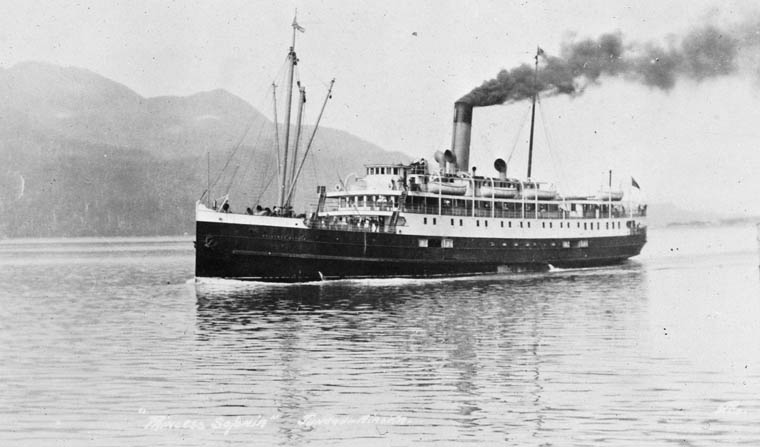
Le steamer Princess Sophia en 1912

- (en) « Récif Vanderbilt », Geographic Names Information System

- (en) Cet article est partiellement ou en totalité issu de l’article de Wikipédia en anglais intitulé « Vanderbilt Reef » (voir la liste des auteurs).